# 烯丙胺盐酸盐
烯丙胺盐酸盐是烯丙胺和氯化氢形成的盐，化学式为C3H8NCl。它可用于聚烯丙胺或聚烯丙胺盐酸盐的合成。

## 制备及反应
烯丙胺盐酸盐可由烯丙胺和盐酸在5 °C反应得到，在60 °C可整去大部分溶剂，然后在−80 °C冻干，得到固体。N-Boc-烯丙胺和氯化氢反应，也能得到烯丙胺盐酸盐。N,N-二(三甲基硅基)烯丙胺和盐酸反应，也能得到该产物。
它在含次磷酸的氢碘酸中煮沸反应，可以得到2-碘丙胺氢碘酸盐。这一反应在常温下不会发生。它和氰酸钾在水中加热反应，可以得到烯丙基脲。它和硫脲在苯甲醚中于180 °C反应，可以得到烯丙基异硫氰酸酯。